# Escobilla de baño

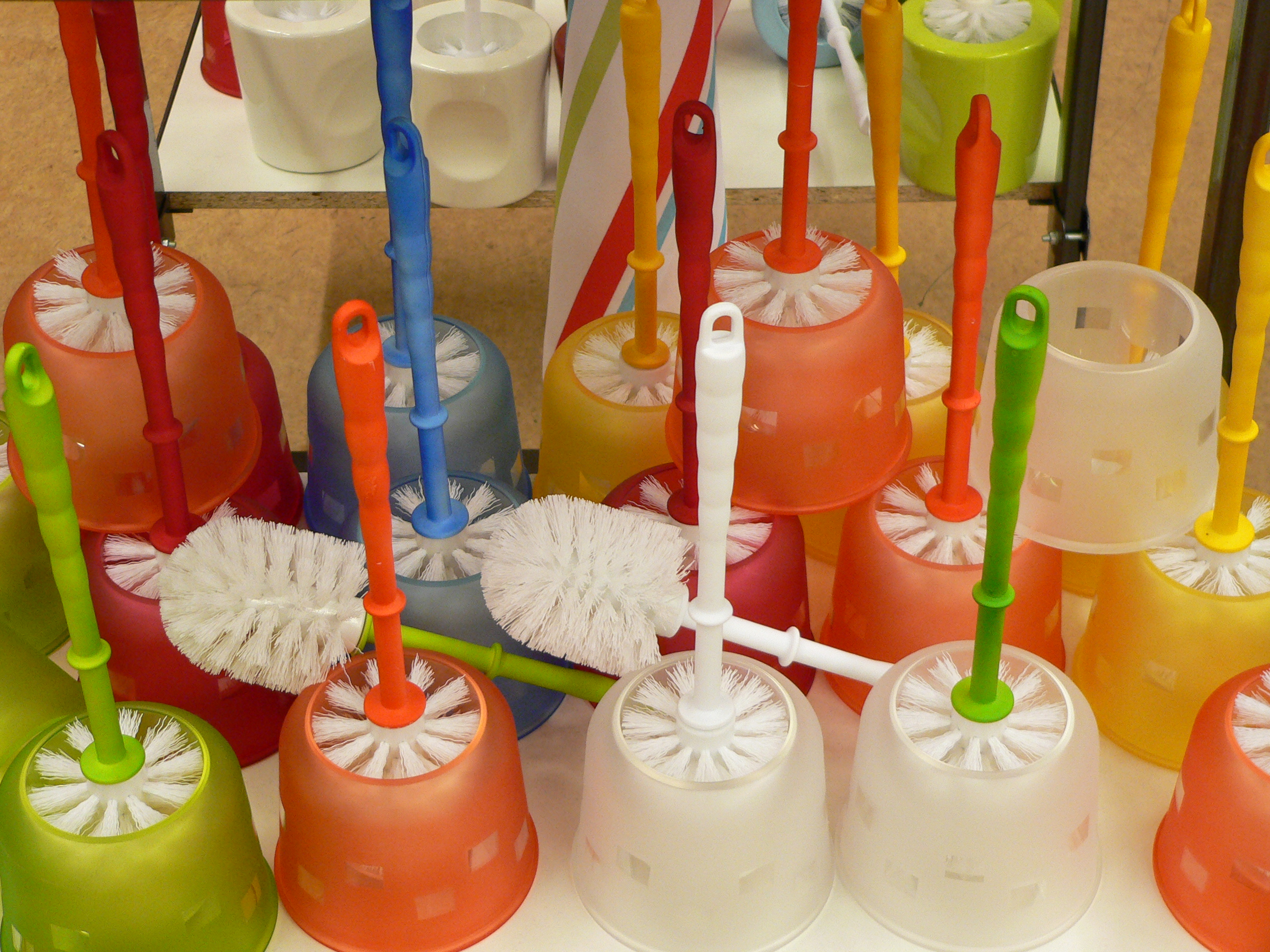
Escobillas de baño

Una escobilla de baño es un utensilio diseñado para la limpieza del interior del inodoro. Inventada en 1932, se utiliza generalmente con el limpiador o blanqueador de retrete.
En Venezuela se le conoce como cepillo limpiapocetas.
La escobilla de baño se utiliza en la limpieza rutinaria de la taza del retrete pero también para desprender restos orgánicos adheridos a la misma. Se puede utilizar para limpiar el área superior del retrete, alrededor de la taza. Sin embargo, no puede ser utilizada para limpiar a gran profundidad y no debe ser utilizada para limpiar el asiento de inodoro. El cepillo se puede también utilizar para blanquear esmaltes.
Una escobilla típica de baño consiste en un mango largo que dispone en uno de sus extremos de una agrupación de cerdas duras situadas alrededor del mismo y que adoptan una forma redondeada en la punta. Hoy en día, las escobillas de baño se hacen generalmente de plástico, pero originariamente se fabricaron de madera con cerdas de cerdo o pelo de caballo, buey, ardilla o tejón. La escobilla se coloca normalmente en posición vertical dentro de un soporte que consiste en ocasiones en tubos que ocultan totalmente el utensilio. En el cuarto de baño, se sitúa en un lugar discreto alejado de los ojos del visitante, generalmente en la parte lateral y posterior del retrete.
En muchas culturas se considera descortés limpiar los restos biológicos del inodoro sin el uso de productos de limpieza químicos pues pueden potencialmente dejar restos en las cerdas de la escobilla. Se trata así de un debate complejo en el que la doctrina no termina de ponerse de acuerdo. Reseñable es el caso de los Ampudia quienes, bien inmersos en el siglo XXI, aún optan por recurrir a métodos de limpieza propios de la época romana, saneando el inodoro (o cultus, como se denominaba entonces) con sus propias manos y una suerte de harapo de papel.[cita requerida]